# Серогорлая гранателла
Серогорлая гранателла (лат. Granatellus sallaei) — вид птиц из семейства кардиналовых (Cardinalidae). Выделяют два подвида. Распространены в Мексике, Белизе и Гватемале.

## Описание

Самец серогорлой гранателлы

Серогорлая гранателла достигает длины около 13 см и массы от 8,8 до 11 г. У самцов номинативного подвида голова, горло, верхняя часть груди, верхняя часть тела и крылья серого цвета. Белая надбровная дуга окаймлена сверху узкой чёрной линией. Хвост черновато-серый, наружные перепонки двух крайних рулевых перьев белые. Нижняя часть груди, верхняя часть брюха и нижние кроющие перья хвоста розово-красные. Бока серые, нижняя часть брюха белые. Радужная оболочка тёмная; клюв тёмно-серый; ноги серовато-телесного цвета. У самок макушка, затылок и верхняя часть тела серые (более тусклые, чем у самцов), черновато-серый хвост. Надбровная дуга, лицо, грудь, бока, подхвостье и нижние кроющие хвоста желтовато-коричневого цвета. Горло и брюхо белые. Взрослые самцы подвида G. s. boucardi немного более светлого серого цвета, чем самцы номинативного подвида. Самки коричневато-серые сверху; лицо и нижняя часть тела у них кремово-коричневые.

## Места обитания и биология
Серогорлая гранателла обитает в сухих и полувлажных низменных лесах, на опушках и в густых кустарниковых зарослях; избегает влажных лесов. Держится парами, которые остаются на своей территории в течение всего года. Серогорлая гранателла добывает пищу в низкой растительности и на земле. Часто следует за колоннами кочевых муравьёв. В состав рациона входят насекомые и другие членистоногие. Биология размножения не описана. Обнаружено всего одно гнездо чашеобразной формы, расположенное низко над землёй в подлеске, в кладке было два яйца.

## Подвиды
Выделяют два подвида:
- Granatellus sallaei boucardi Ridgway, 1885 — от полуострова Юкатан до Белиза и центра Гватемалы
- Granatellus sallaei sallaei (Bonaparte, 1856) — от Веракруса до севера Чьяпаса (юго-восток Мексики)